# Feomelanina

schemat syntezy feomelaniny i eumelaniny

Feomelanina – jedna z form melaniny, barwnik o kolorze od czerwonego do żółtego. Ta odmniana melaniny powstaje  poprzez przemiany biochemiczne, polegającym na zmianie sposobu syntezy innej melaniny, eumelaniny. Początek syntezy obu związków jest taki sam. Najważniejszym enzymem, który uczestniczy w produkcji melanin jest tyrozynaza.